# Strzebiń

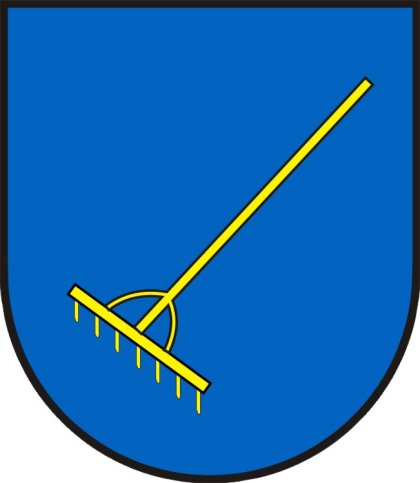
Nieoficjalny herb wsi Strzebiń

Strzebiń (niem. Strzebien) – duża wieś sołecka w południowej Polsce, położona w województwie śląskim, w powiecie lublinieckim, we wschodniej części gminy Koszęcin. Miejscowość leży przy drodze wojewódzkiej nr 906 z Zawiercia do Lublińca, na Wyżynie Woźnicko-Wieluńskiej, na południowym zboczu rzeki Warty. Sołectwo sąsiaduje z gminą i miastem Woźniki. W miejscowości znajduje się kościół parafialny, kaplica Matki Boskiej Częstochowskiej oraz przystanek kolejowy Strzebiń. 
Wieś jest obecnie siedzibą sołectwa Strzebiń, które tworzą także Bukowiec, Dubiele, Łazy i Prądy, i liczy 3902 mieszkańców. Miejscowość jako parafia podlega dekanatowi woźnickiemu. Powierzchnia sołectwa wynosi 3322 ha. W latach 1954–1972 była to siedziba gromady Strzebiń.

## Położenie
Strzebiń położony jest w tzw. progu ziemi lublinieckiej, w północno-zachodniej części Wyżyny Śląsko-Krakowskiej. Jest to zarazem teren Śląska Białego w północnej części Górnego Śląska. Ze względu na położenie geomorfologiczne Strzebiń leży na obszarze makroregionu Wyżyny Woźnicko-Wieluńskiej, w dolinie górnego biegu Liswarty, ujścia Małej Panwi, głównego dorzecza Odry. Miejscowość leży na tzw. Progu Woźnickim.
Ponadto cały obszar miejscowości w 1998 włączony został w obręb nowo powstałego Parku Krajobrazowego Lasy nad Górną Liswartą. Na południe od miejscowości biegnie granica powiatu lublinieckiego z tarnogórskim. Wieś podlega głównemu ośrodkowi Częstochowskiego Okręgu Przemysłowego. Strzebiń leży w odległości około 50 km od Katowic i 20 km w prostej linii (ok. 34 drogą) od Częstochowy.
W latach 1975–1998 miejscowość położona była w województwie częstochowskim.

## Integralne części wsi
| SIMC    | Nazwa               | Rodzaj    |
| ------- | ------------------- | --------- |
| 1002857 | Bagno               | część wsi |
| 0135556 | Bukowiec            | część wsi |
| 1002863 | Dubiele             | część wsi |
| 1002892 | Kolonia Strzebińska |           |
| 1002917 | Kurzychowe          | część wsi |
| 0135562 | Łazy                | część wsi |
| 0135579 | Prądy               | część wsi |

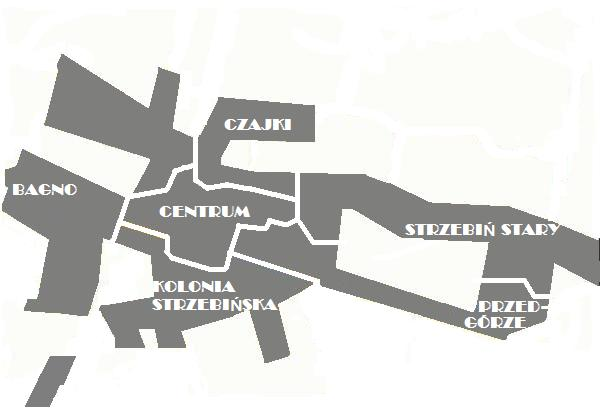
Podział wsi na części

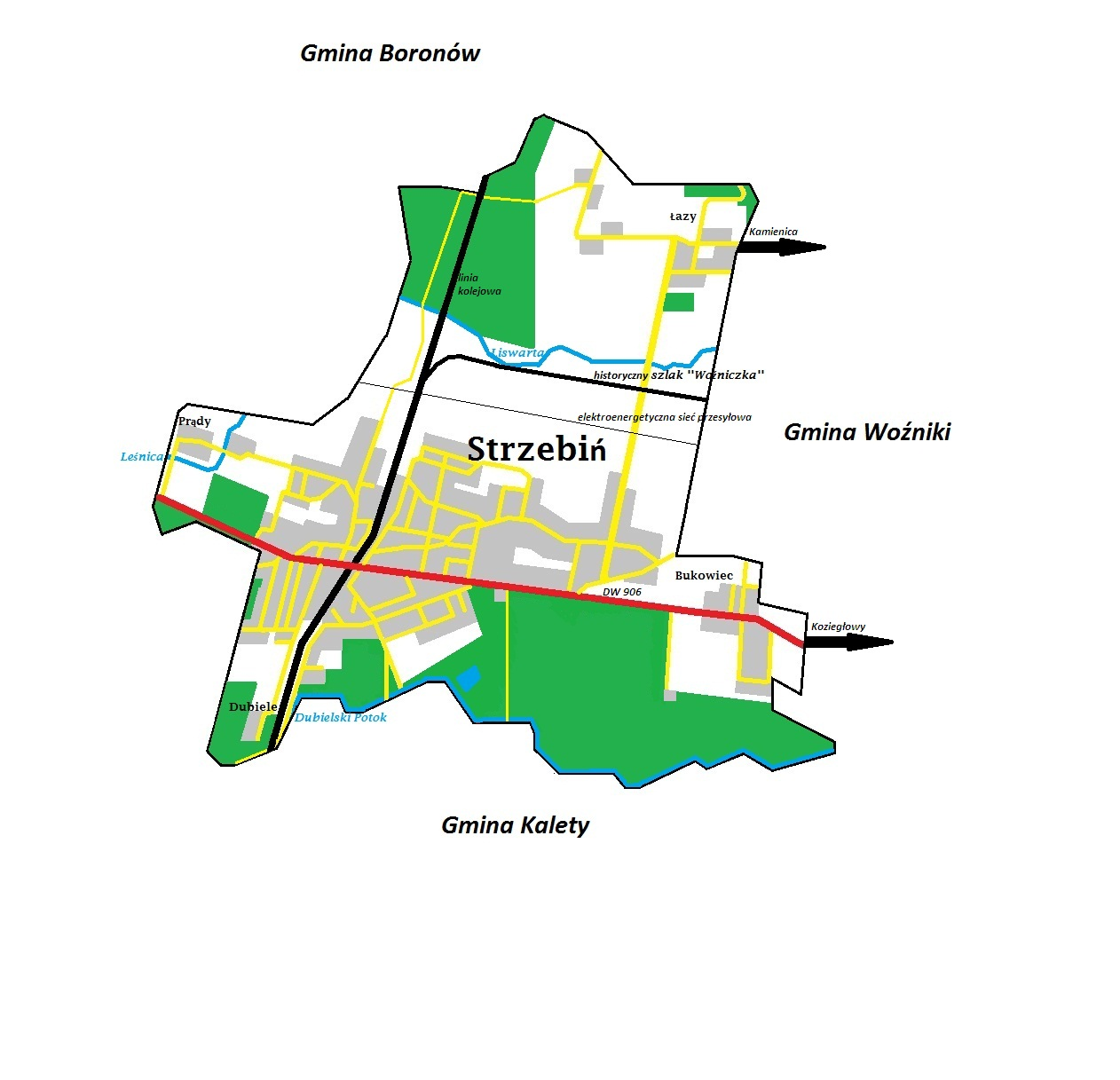
Podział terytorialno-infrastrukturalny

- Bagno – integralna część Strzebinia, położona w zachodnim krańcu wsi. Na jego terenie znajduje się cmentarz komunalny, obiekt sportowy klubu piłki nożnej LKS Victoria Strzebiń oraz budynek poczty. Dawniej przysiółek ten nosił również nazwę Czajcze Bagno; obecnie dzieli się na Bagno Północne i Bagno Południowe. Bagno zawsze należało do Strzebinia, lecz od 1967 stanowi przysiółek.
- Bukowiec
- Dubiele
- Czajki – jest dzielnicą Strzebinia położoną w północno-centralnej części nad prawym brzegiem rzeki Leśnica (dopływu Małej Panwi), gdzie usytuowany jest staw Glinioki.
- Centrum – najludniejsza, centralna część Strzebinia. Jej oś to ul. Lubliniecka, a głównym punktem jest plac przykościelny. To głównie w Centrum znajduje się większość instytucji i zabytków. Występuje w niej zabudowa wielorodzinna.
- Kolonia Strzebińska – integralna część Strzebinia, znajdująca się w południowo-wschodniej części miejscowości, dawniej samodzielna miejscowość. Od końca XVIII w. posiadała własną pieczęć gminną, na której wizerunku przedstawiono świerk (być może jodłę)[9]
- Kurzychowe – dawna nazwa określająca odległą część przysiółka Łaz

Łazy
- Strzebiń Stary – najstarsza część miejscowości Strzebiń. Jej zabudowa biegnie wzdłuż ul. 1 Maja. Znajduje się tu budynek Ochotniczej Straży Pożarnej, miejscowe przedszkole oraz klub „Havana”.

Układ przestrzenny wsi należy do rodzaju łańcuchówki – typu wsi, w którym zabudowa znajduje się po obu stronach drogi przebiegającej zazwyczaj dnem doliny.

## Warunki naturalne

### Rzeźba terenu
Najwyższe wzniesienie wynosi 220 m n.p.m. i znajduje się w południowej części miejscowości. Terytorium wsi jest zróżnicowane geologicznie, wierzchnia część to osady polodowcowe: żwiry, piaski, gliny. W niedalekiej odległości od Strzebinia przepływa rzeka Leśnica.
Gleby w Strzebiniu charakteryzują się wysokim udziałem gleby płowej, brunatnoziemnej oraz gleby odgórnie oglejonej. Podobnie jak i działalność gospodarczo-ekonomiczna procesu terenów podmiejskich, gromadzi również zasoby występowania mady oraz gleby zniszczonej przez przemysł lub zabudowę.

## Ochrona środowiska

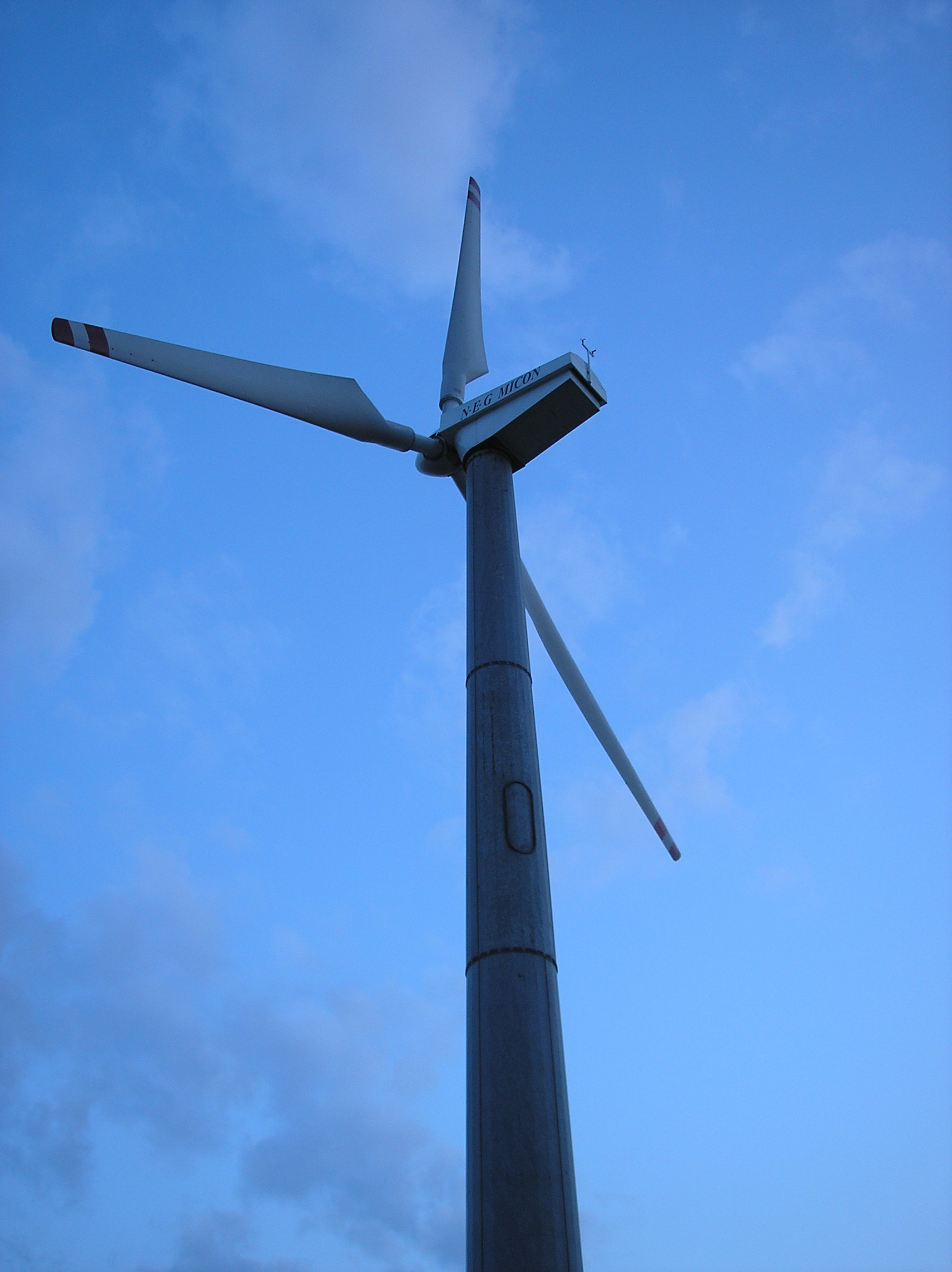
Turbina wiatrowa „NEG Micon” w okolicach Strzebinia (jedna z ekonomicznych form ochrony środowiska)

Miejscowość od lat silnie zaangażowana jest w gminnym projekcie dotyczącym ograniczenia wysokiej emisji zanieczyszczeń.
Gmina stosuje techniczną formę ochrony środowiska, budując oczyszczalnie ścieków, zakładając filtry na kominy, stosując nowe technologie w produkcji i przemyśle.

### Przyroda
Wykaz zarejestrowanych form ochrony przyrody na terenie Strzebinia.
Pomniki przyrody:
- lipa drobnolistna (ul. Dworcowa) – obszar dworca kolejowego PKP
- dąb szypułkowy (ul. Dębowa)
- klon zwyczajny (Leśnictwo Strzebiń)
- buk (Leśnictwo Strzebiń)
- lasy grądowe (rezerwat przyrody Jeleniak Mikuliny)
- olsy (torfowisko Strzebiń w leśnictwie Dubiele)

Inne:
- osada leśna
- głaz narzutowy
- rysowce
- użytki ekologiczne „Torfowisko w Strzebiniu”
- stawiska
- park Strzebińczyk

Na terenie Strzebinia znajduje się kilka terenów objętych ochroną prawną: rezerwaty przyrody, zespoły przyrodniczo-krajobrazowe oraz użytki ekologiczne. Lasy obejmujące tereny wsi są częścią jednego z największych kompleksów leśnych w Polsce: Lasów Lublinieckich.

## Nazwa
Nazwa miejscowości wywodzi się prawdopodobnie, od czynności trzebienia lasów, które miało tu miejsce. Na początku procesów urbanizacyjnych konieczne było wylesienie, aby dokonać lokacji miejscowości.
W alfabetycznym spisie miejscowości na terenie Śląska wydanym w 1830 roku we Wrocławiu przez Johanna Knie wieś występuje pod obecnie używaną, polską nazwą Strzebiń, która funkcjonowała wówczas zarówno w języku polskim, jak i niemieckim.

## Historia wsi

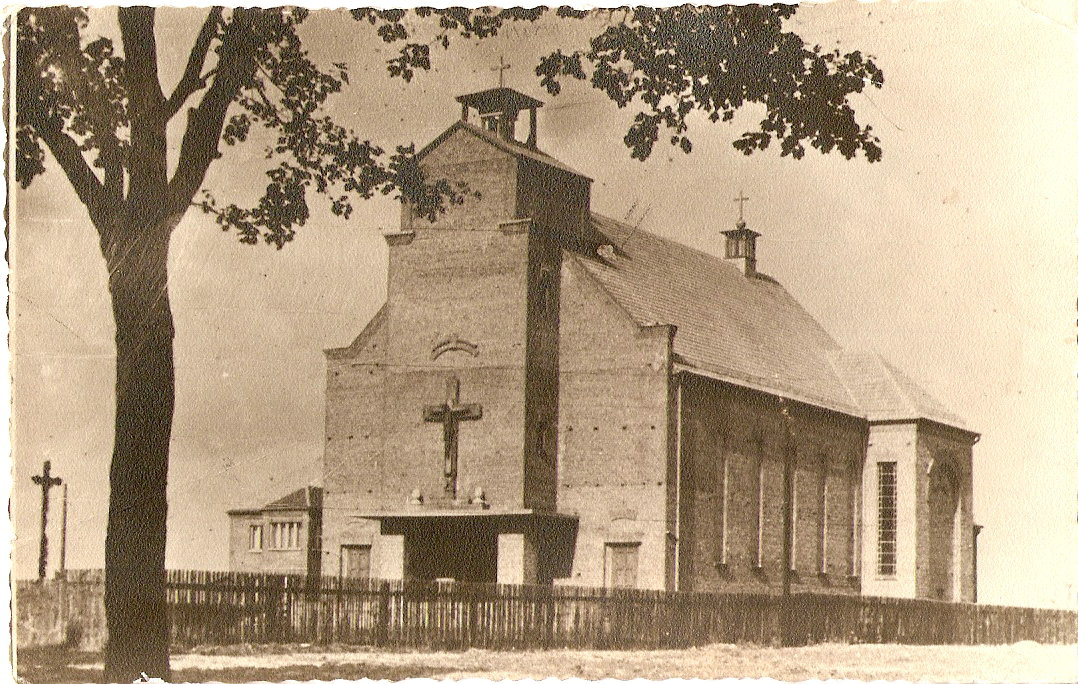
Kościół parafialny Świętego Krzyża w Strzebiniu na fotografii z 1952

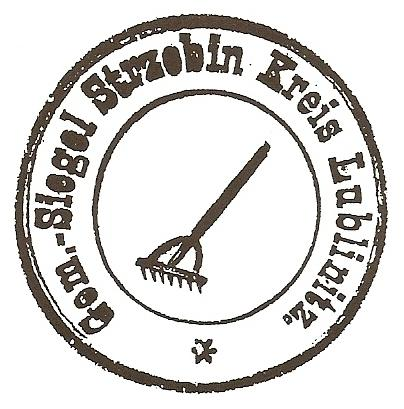
Pieczęć Strzebinia w latach 1841–1889

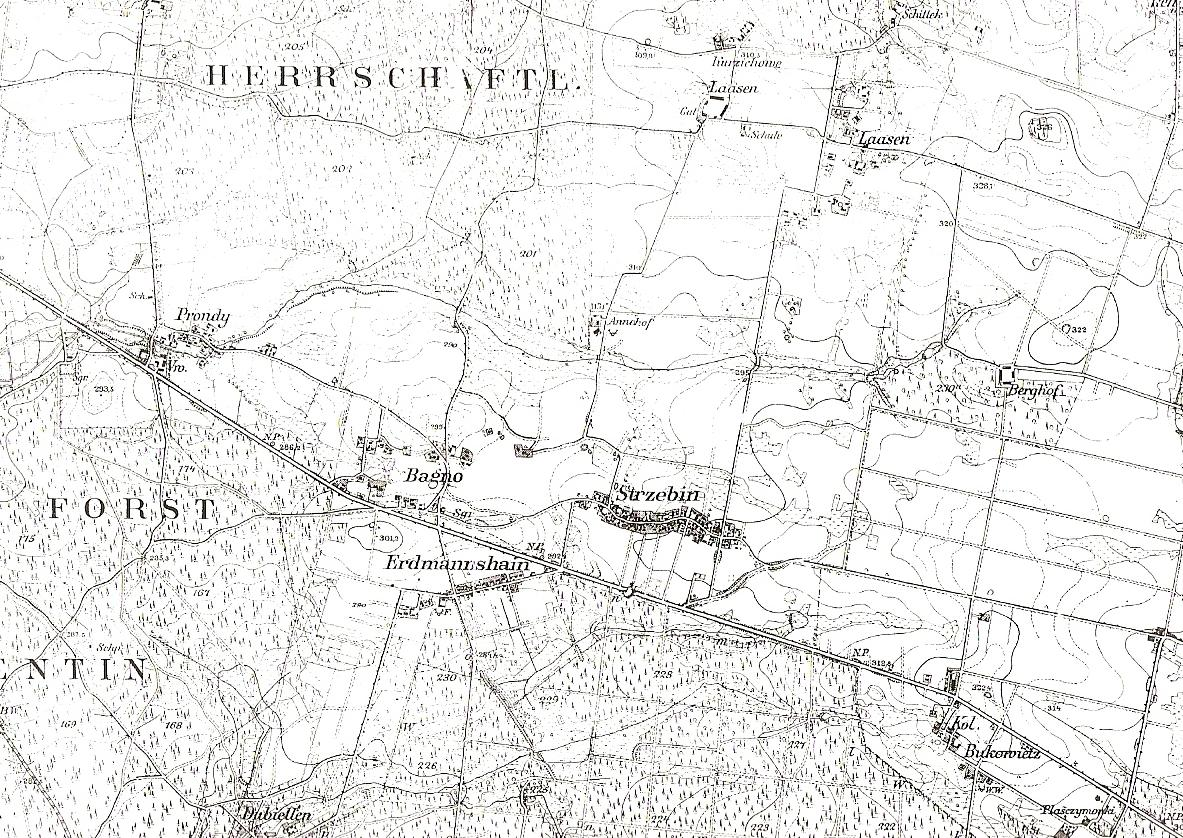
Mapa z 1840 –,zaznaczony Strzebiń, kolonia Strzebińska i Bagno

Najstarszy dokument dotyczący miejscowości Trzebiem pochodzi z 1454, wydany przez księcia Bernarda, w którym potwierdza on nadanie przywilejów miejskich Woźnikom, chociaż bardziej prawdopodobną jest data 1560, kiedy to szlachcic Czebulka miała założyć miejscowość Strzebiń, co potwierdzają urbarze z lat 1571–1574. W 1576 cesarz Maksymilian II Habsburg zastawił Janowi Kochcickiemu dominium lublinieckie, składające się wówczas m.in. ze wsi Strzebiń. Miejscowość powstała na bazie kolonii fryderycjańskiej w okresie pruskim. Trafiła do Polski w wyniku ustaleń poplebiscytowych.
- 1768 – powstanie Prądów.
- 1779 – Erdman Pükler założył Kolonię Strzebińską, wówczas pod nazwą Erdmannshain.
- Ok. 1800 – powstanie przysiółka Łaz i Bukowca.
- Od 1804 – miejscowość należała do rodu Hohenlohe rezydującego w Koszęcinie.
- 23 lutego 1823 – we wsi Prądy należącej do sołectwa urodził się Juliusz Ligoń.
- koniec XVIII w. -1922 – do użytku publicznego zostaje wydana pieczęć gminy Strzebinia z wizerunkiem grabi ułożone skośnie, zębami wbite w ziemię[16].
- 1855 – pierwszym sołtysem Strzebinia zostaje Rogotz.
- Do 1869 – Strzebiń należał do parafii Sadów, a następnie do parafii Koszęcin 1950 r. przy kościele pod wezwaniem Serca Pana Jezusa.
- 1912 – budowa ulicy Dębowej o długości 1,5 km.
- 1920 – założenie strzebińskiego chóru i teatru.
- 1922 – Strzebiń w granicach Polski (po plebiscycie z 20 marca 1921).
- czerwiec 1924 – powstała ochotnicza straż pożarna, której głównym założycielem był druh Czornik Paweł z Bukowca.
- 1926 – oddanie do użytku trakcji kolejowej Kalety-Strzebiń-Herby Nowe.
- 1932 – uroczyste otwarcie linii kolejowej Strzebiń–Woźniki.
- 1934 – wprowadzenie prądu elektrycznego do Strzebinia, od 1939 do Kolonii Strzebińskiej.
- 1 września 1939 – godz.10.00 – żołnierze niemieccy wkraczają do Strzebinia. Dwaj lotnicy (29-letni) dowódca I/26 Plutonu por. obs. Wincenty Leon Wrzeszcz, oraz (32-letni) st. sierż. pil. Adam Baran giną w katastrofie lotniczej, locie bojowym zestrzeleni przez OPL. Również tego samego roku wojsko polskie wysadza w powietrze wiadukt kolejowy.
- 1940 – germanizacja miejscowego społeczeństwa.
- 16 stycznia 1945 – bez walk Strzebiń opuścił garnizon niemiecki, a wieś została zajęta przez oddziały radzieckie.
- 1945–1973 – przynależność leśnictwa Strzebiń i Dubiele do nadleśnictwa Zielona; od 1973 do nadleśnictwa Koszęcin.
- 1946 – założenie klubu sportowego „LKS Victoria” Strzebiń. Tego samego roku w Strzebiniu, powstaje jedno z pierwszych po wojnie Kół Rolniczych w ówczesnym województwie katowickim, którego założycielem był kierownik szkoły Ostrowski Kazimierz.
- 1 listopada 1948 – ks. Reginek Jerzy poświęca nowy cmentarz na Pawlikowej Górce.
- 1949 – utworzenie dwóch leśnictw o zmniejszonym areale po ok. 700 ha: Strzebiń – z siedzibą przy ul.Lublinieckiej i Dubiele – z leśniczówką w Kolonii Strzebińskiej.
- 1950 – zelektryfikowanie Bagna.
- 6 maja 1951 – poświęcono w Strzebiniu, budowany od 1947, kościół parafialny pw. Podwyższenia Krzyża Świętego przez biskupa sufragana Juliusza Bieńka.
- 1954 – utworzenie gromady Strzebin[17]
- 1 stycznia 1955 – otwarcie Urzędu Pocztowego przy ul. 1 Maja. Od 1962 budynek Urzędu Poczty mieści się przy ul. Lublinieckiej.
- 1957 – erygowanie parafii.
- 1959-1961 – budowa szkoły tysiąclatki.
- 31 sierpnia 1961 – otwarcie nowej szkoły podstawowej, której kierownikiem był Ostrowski Kazimierz.
- 1967 – Bagno stanowi oddzielną część Strzebinia.
- 1973 – zniesienie gromady Strzebiń
- 1976 – powstał dom kultury, w którym od 1996 działają miejscowe chóry Hejnał oraz Non Nomine.
- 1977 – otwarcie wyremontowanego Wiejskiego Ośrodka Zdrowia.
- 1979 – oddanie do użytku obiektu użyteczności publicznej, pawilonu handlowego „Anatol” (od 1995 „Mini Market”).
- 1980 – uroczyste poświęcenie, oraz oddanie do użytku nowego budynku remizy strażackiej.
- 1989 – założenie miejscowego, Uczniowskiego Klubu Sportowego Strzelec Strzebiń.
- 1993 – telefonizacja sołectwa.
- 1995 – uruchomienie sieci wodociągowej.
- 1 września 1999 – powstało gimnazjum, w wyniku wprowadzenia w Polsce reformy systemu edukacji narodowej.
- Od 2000 – organizowane są Ogólnopolskie Biegi Uliczne Strzebiń, pod patronatem Uczniowskiego Klubu Sportowego Strzelec Strzebiń.
- 2004 – wykonanie kanalizacji wodno-ściekowej.
- 2008 – założenie Stowarzyszenia Rozwoju Sołectwa Strzebiń.
- 2009–2012 – rozbudowa zespołu szkół wraz z dobudową kompleksu hali sportowej.

W Strzebiniu rozwinęło się budownictwo indywidualne, powstały murowane domy przy nowych ulicach. W latach międzywojennych miejscowość tworzyły dwie gminy: Strzebiń i Kolonia Strzebińska. W I połowie XX wieku miejscowa ludność brała pełnomocny udział w walce narodowo-wyzwoleńczej. Podczas II wojny światowej tereny sołectwa zostały włączone do III Rzeszy, z częścią Generalnego Gubernatorstwa w Częstochowie, noszącej wówczas nazwę Tschenstochau. Od czasów powojennych Strzebiń przynależał do województwa katowickiego; w latach 1975–1998 województwa częstochowskiego. Od stycznia 1999 należy do województwa śląskiego.

## Architektura
Lista obiektów sakralnych:

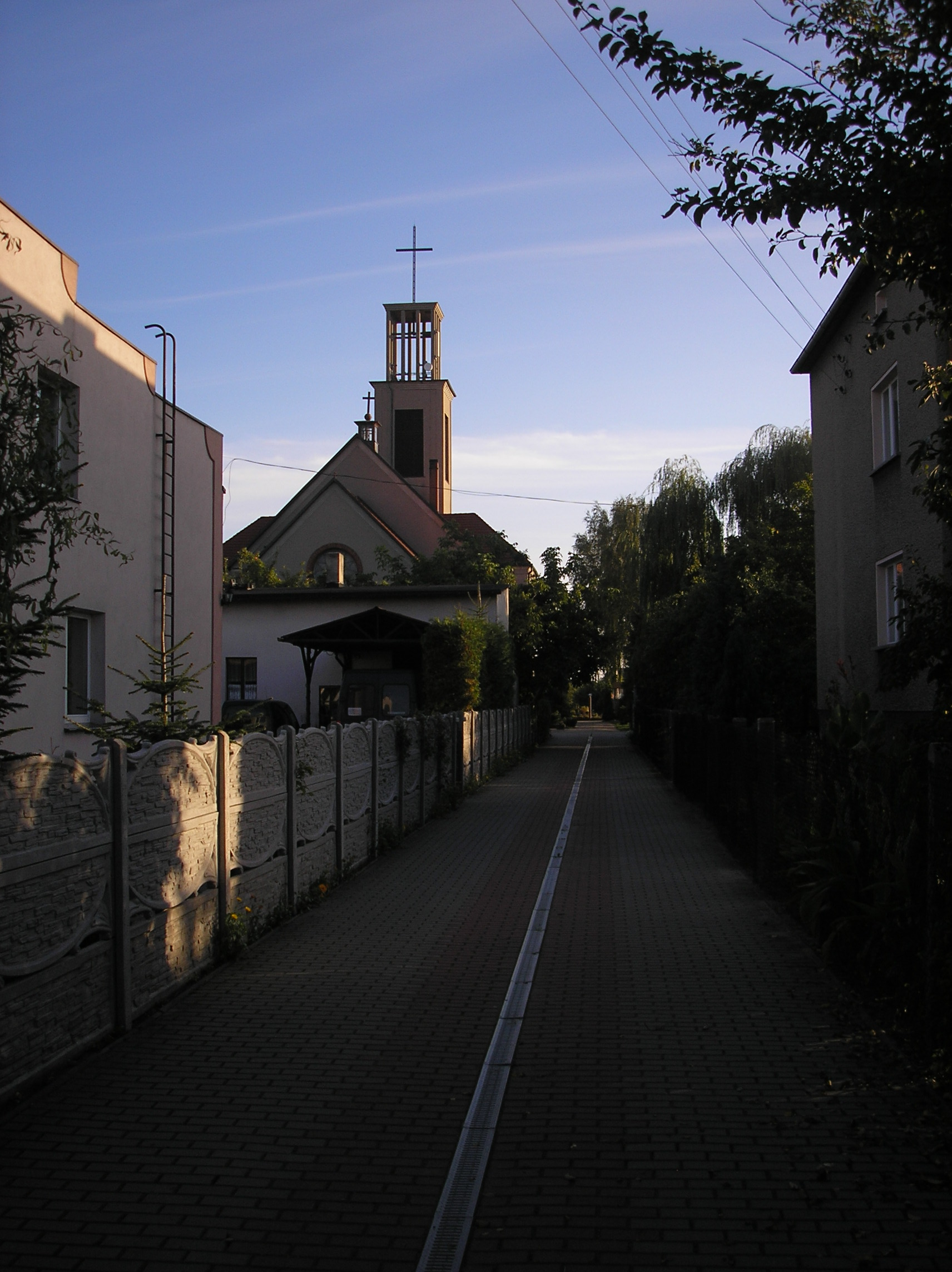
Główny deptak w centrum

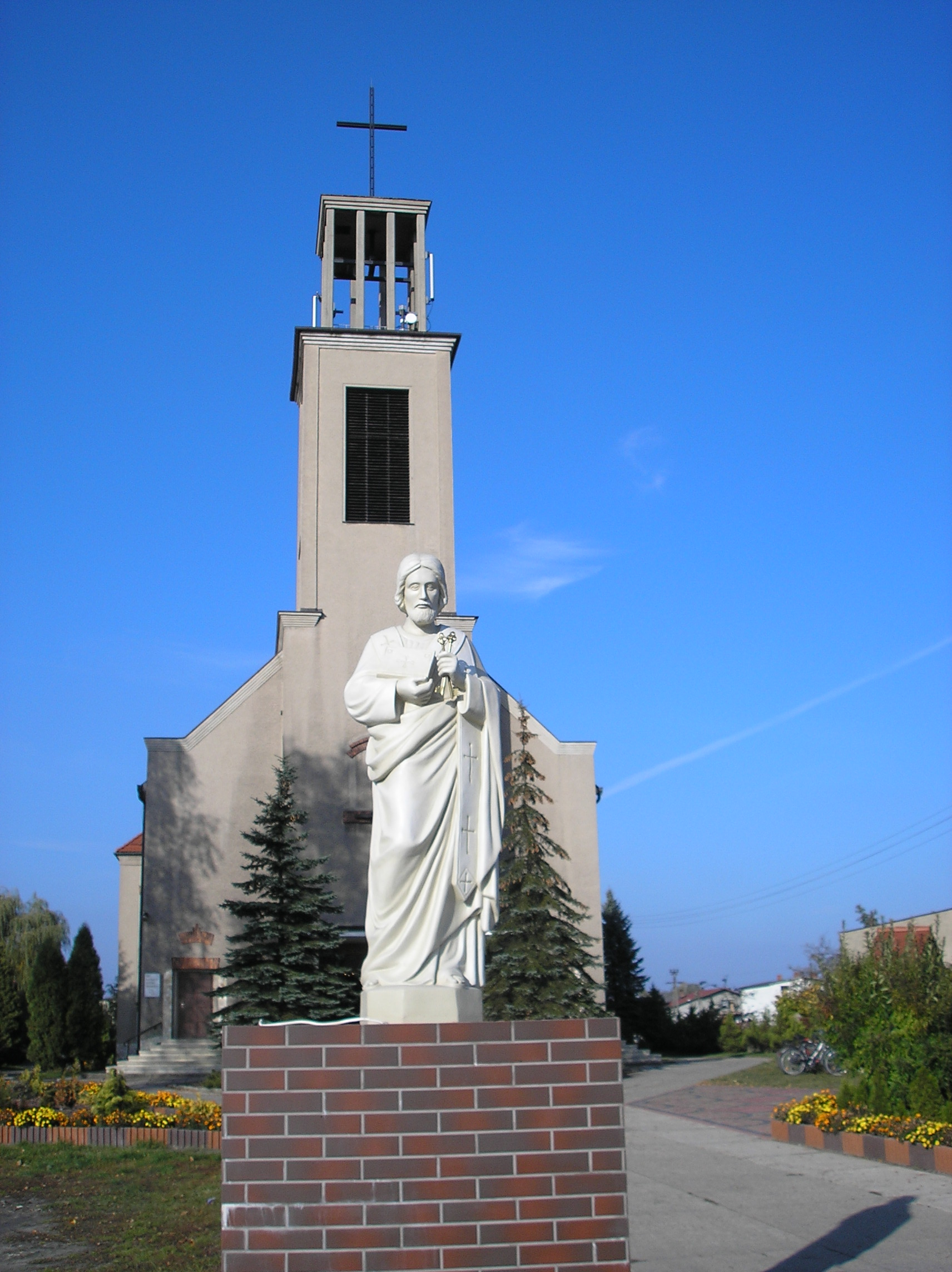
Kościół parafialny Podwyższenia Krzyża Świętego w Strzebiniu

- kościół parafialny pw. Podwyższenia Krzyża Świętego (ul. Lubliniecka 47)
- kaplica Matki Boskiej Częstochowskiej
- cmentarz parafialny (ul. Lubliniecka 19)
- kaplica pw. MB Różańcowej w Łazach
- kaplica pw. św. Jacka w Bukowcu
- kaplica pw. św. Franciszka z Asyżu i MB Różańcowej wraz z krzyżem misyjnym

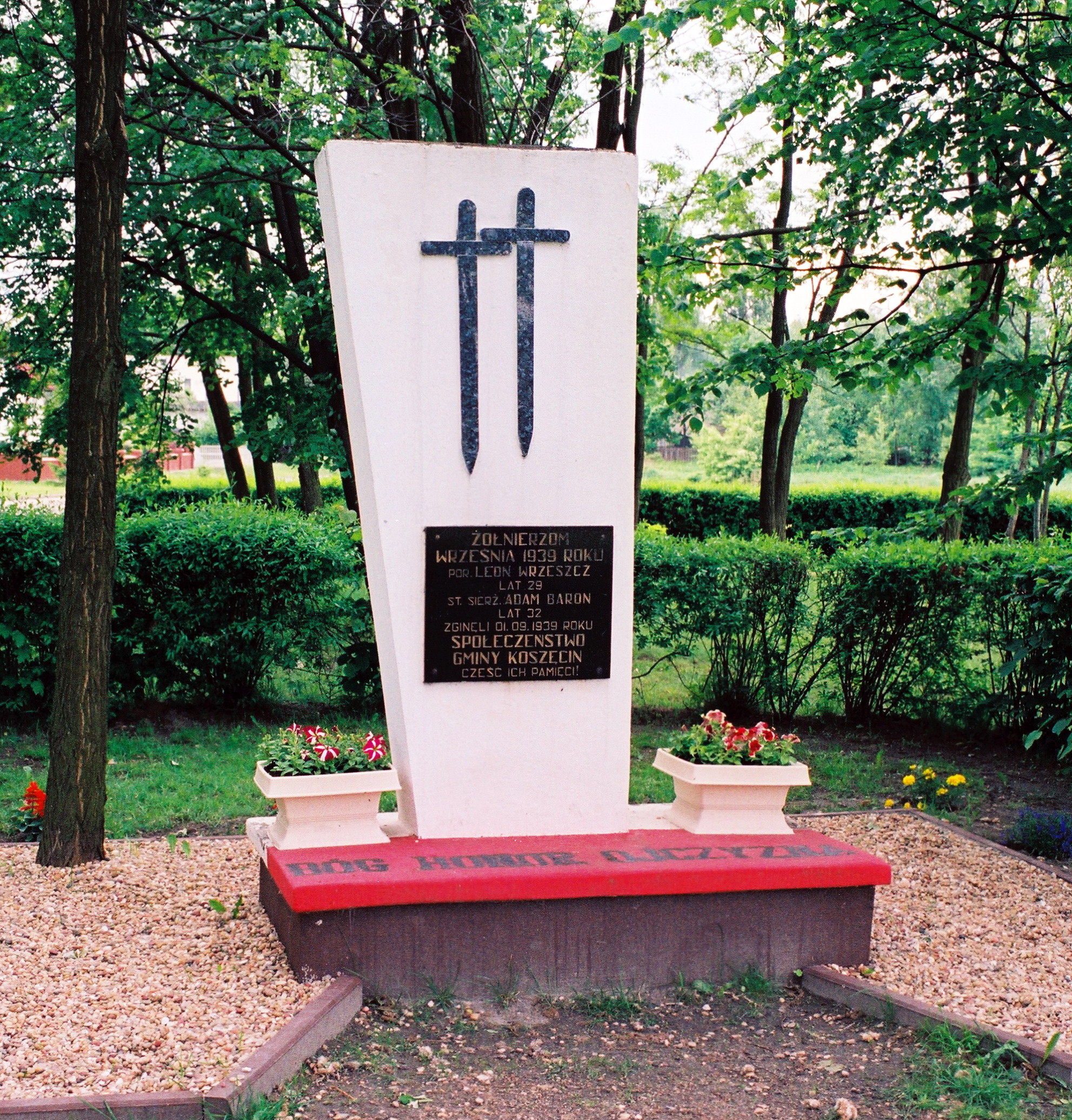
Pomnik żołnierzy poległych we wrześniu 1939 w Strzebiniu
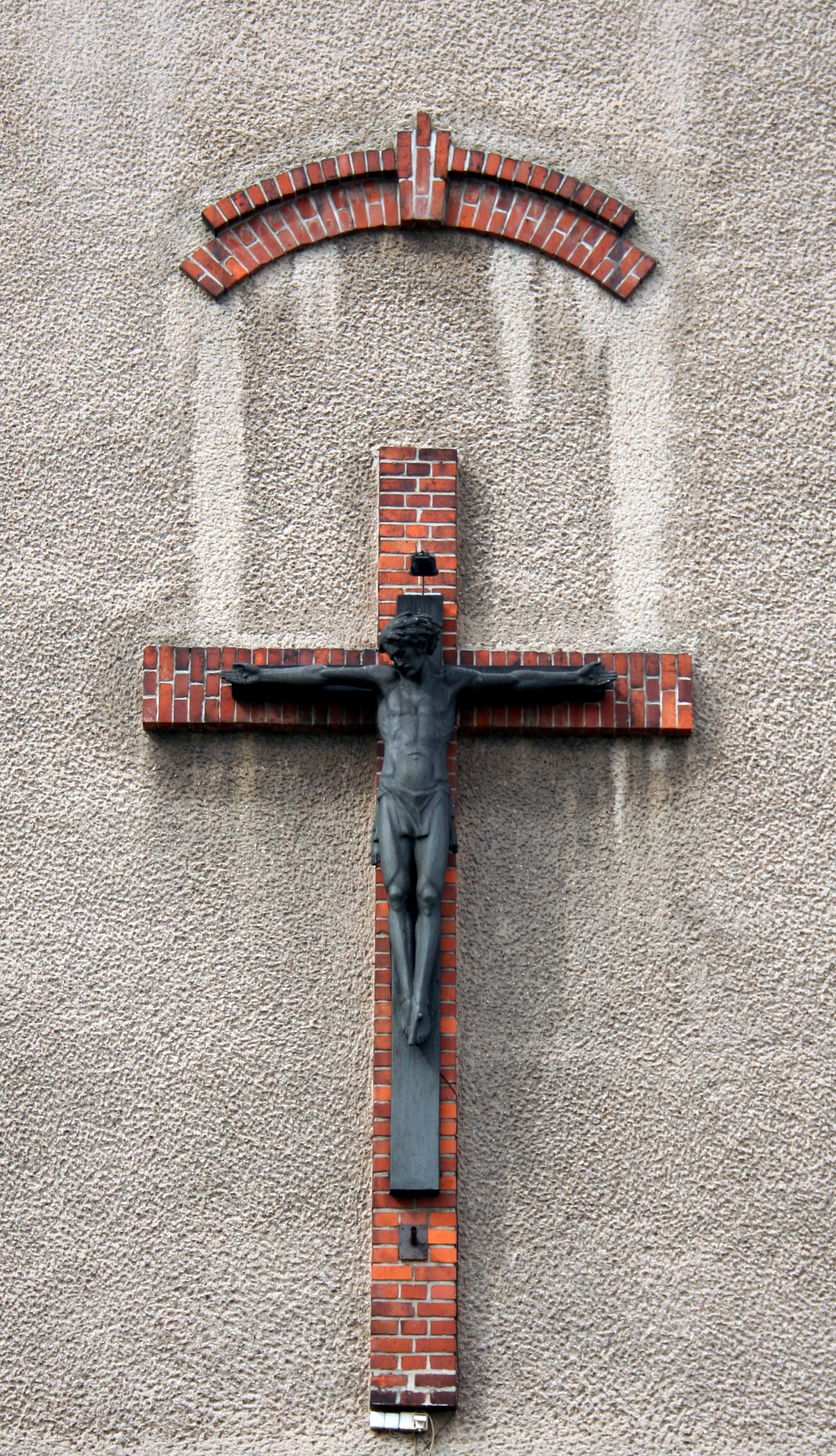
Krzyż na froncie muru kościoła parafialnego w Strzebiniu
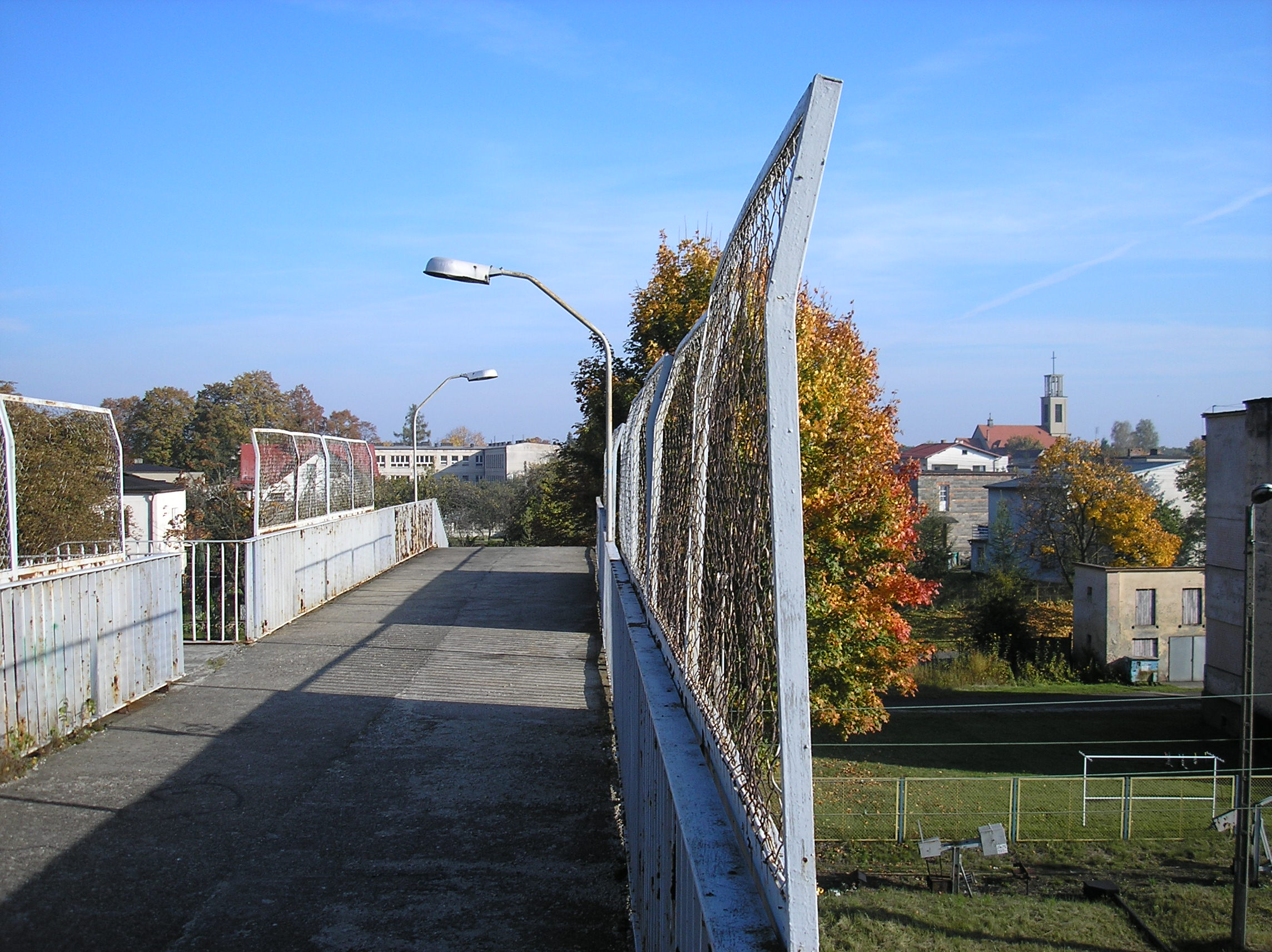
Widok na Centrum z kładki kolejowej (w dzielnicy Bagno)
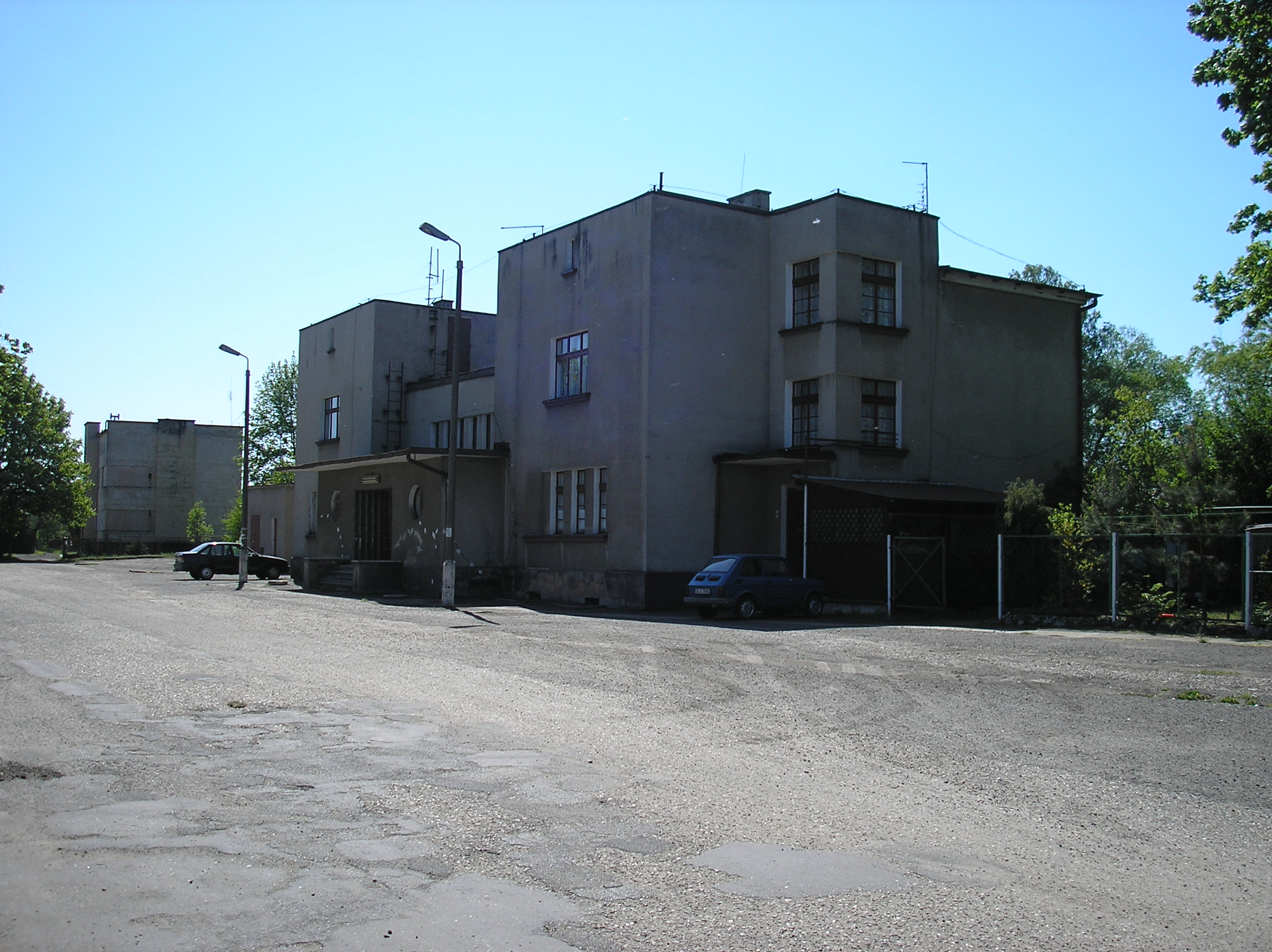
Gmach strzebińskiego dworca kolejowego

Obiekty o walorach historycznych:
- dworzec kolejowy
- budynek dawnej szkoły podstawowej (ul. Lubliniecka 1)

Wieś ma trzy obiekty mostowe: wiadukt drogowo-kolejowy (ul. Lubliniecka), kładka nad torami (tereny dworca) oraz most kolejowy-drogowy (część dzielnicy Dubiele).
W Strzebiniu znajduje się pomnik poległych w 1939 żołnierzy oraz Świętych Apostołów Piotra i Pawła. W centrum miejscowości, wzdłuż wschodniej ściany kościoła parafialnego usytuowany jest deptak biegnący do ul.Piaskowej.

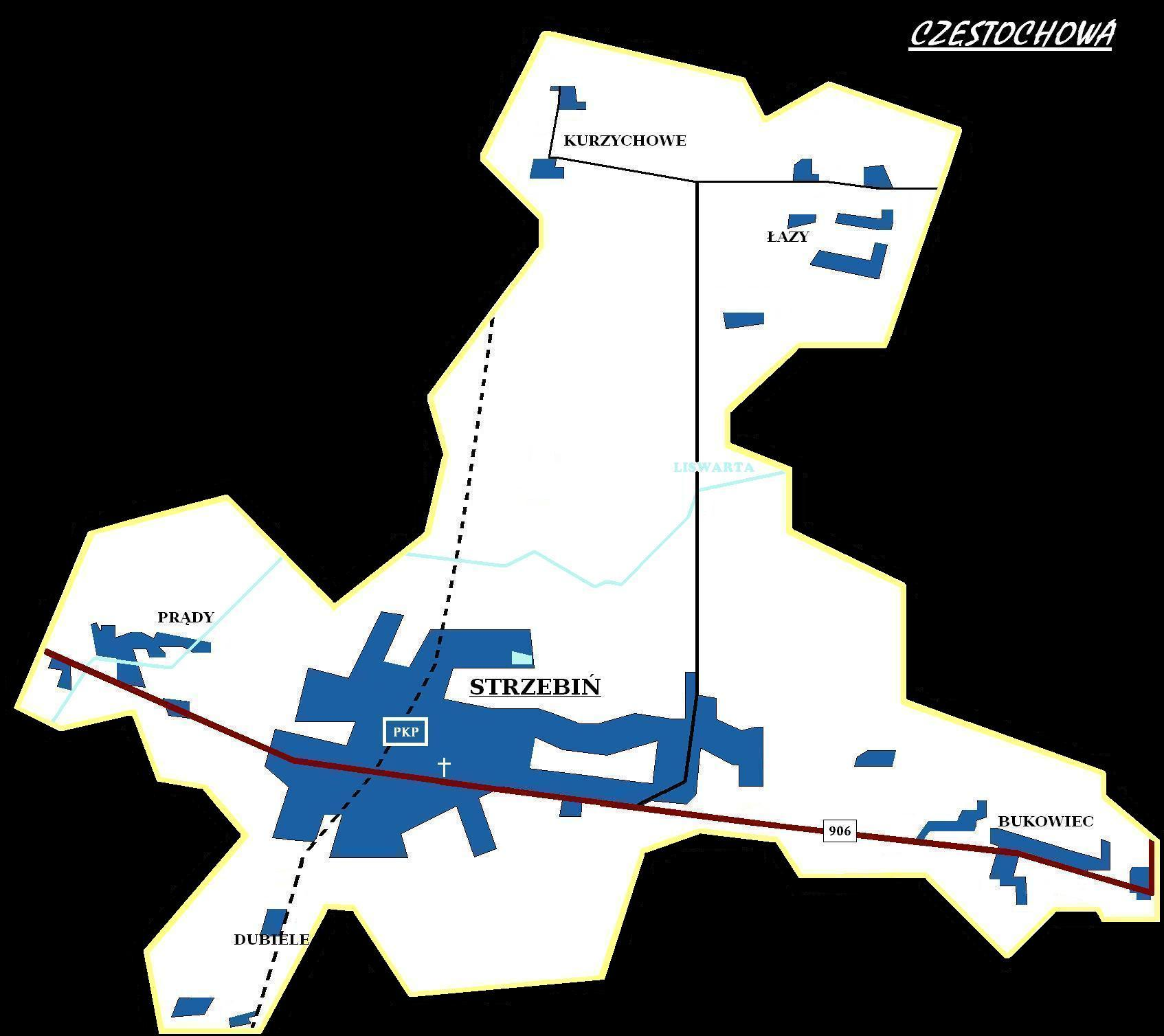
Mapa sołectwa Strzebiń na terenie gminy Koszęcin

## Gospodarka i turystyka
W latach 1955–1984 funkcjonował w Strzebiniu PGR.
Tereny rekreacyjne skupiają się wokół stawu Glinioki jak i również części Dubieli. Przez wieś przebiega trasa rowerowa. W odległości około 10 km od Strzebinia usytuowany jest gwiazdkowy hotel (centrum konferencyjno-biznesowe), zespół pałacowo-dworski z przełomu XIX/XX wieku.
W miejscowości znajduje się publiczna przychodnia medycyny rodzinnej, gabinet kosmetyczny oraz hospicjum.

## Ośrodki edukacyjne
- Publiczne przedszkole w Strzebiniu (ul. 1 Maja 29)
- Szkoła Podstawowa im. Juliusza Ligonia (ul. Lompy 9)
- Publiczne Gimnazjum im. Armii Krajowej nr 2 w Strzebiniu (ul. Lompy 9)
- Liceum Ogólnokształcące dla dorosłych w Strzebiniu (ul. Lompy 9)
- Prywatna Szkoła tańca-budynek Domu Kultury w Strzebiniu (ul. Kolejowa 9)

## Kultura

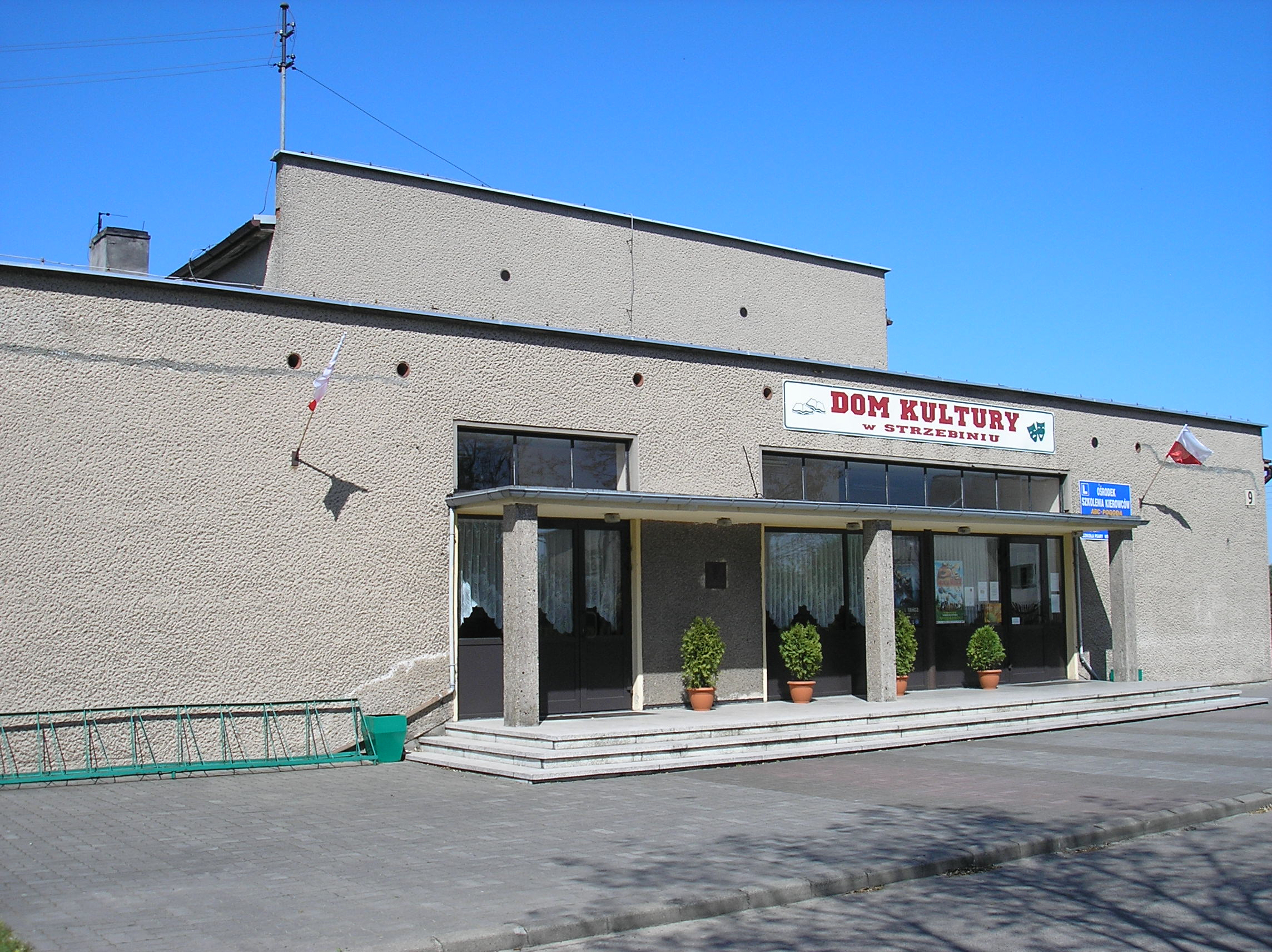
Dom Kultury w Strzebiniu

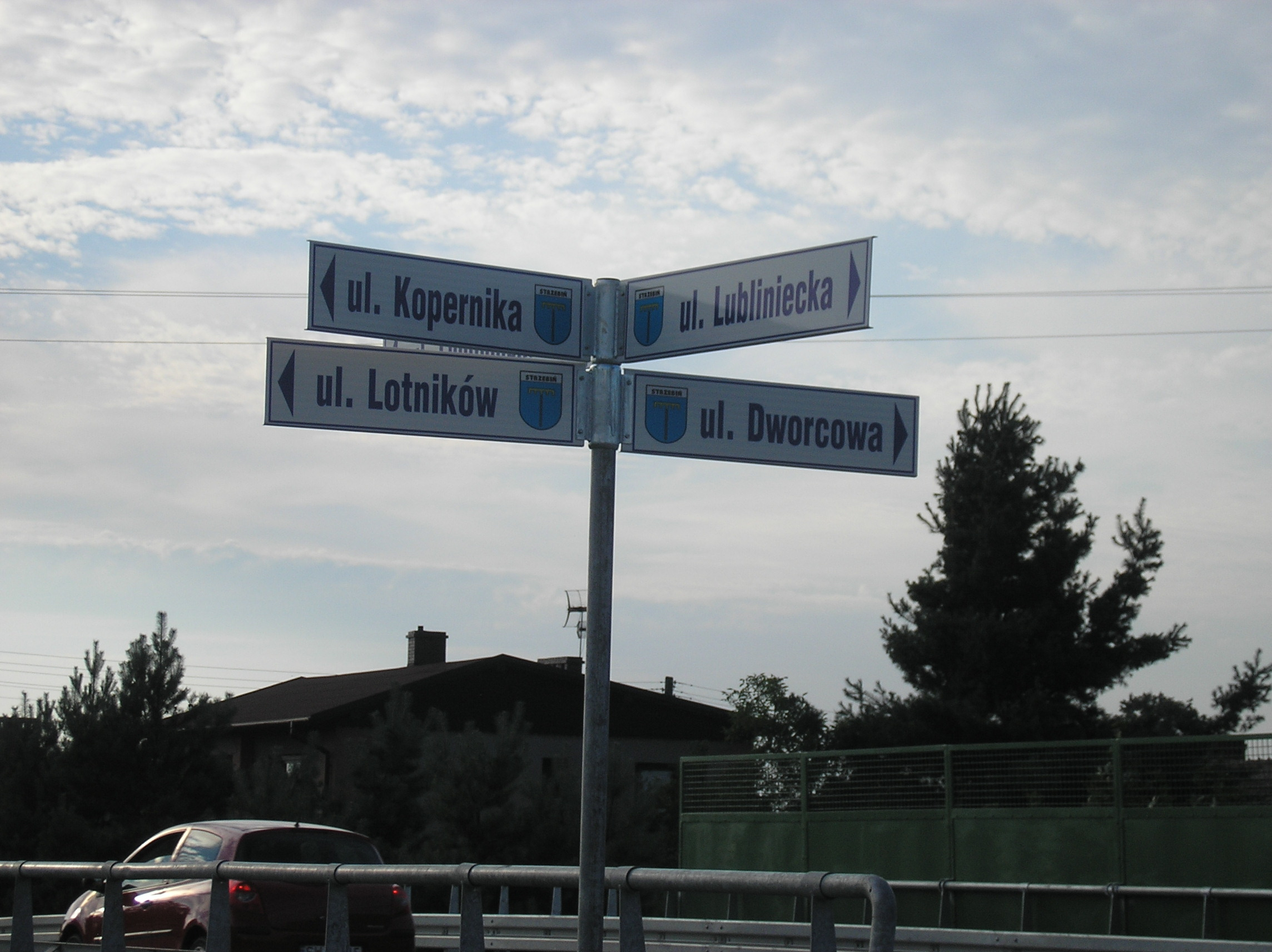
Charakterystyczne dla Strzebinia oznaczenie nazw ulic w barwach herbu

Wizytówką kulturalną Strzebinia stały się festiwale muzyczne, m.in. Przegląd Muzyki Chóralnej.
Obiekty kulturalne:
- Publiczna Biblioteka Pedagogiczna (filia)
- Dom kultury (Ośrodek Kultury i Edukacji Regionalnej) w Strzebiniu
- Ośrodek Szkolno-Wychowawczy w Strzebiniu
- biblioteka parafialna
- Centrum Kształcenia na odległość Internetowa Wioska
- Klub osiedlowy

W marcu 2008 roku zostało założone Stowarzyszenie Rozwoju Sołectwa Strzebiń, którego celem jest wspieranie zrównoważonego rozwoju sołectwa Strzebiń.

## Obiekty sakralne w Strzebiniu
Parafia rzymsko-katolicka pw. Podwyższenia Krzyża Świętego istniejąca na terenie sołectwa wchodzi w skład dekanatu woźnickiego i podlega diecezji gliwickiej. 27 lutego 1869 biskup wrocławski utworzył w Koszęcinie samodzielną parafię, do której przyłączono m.in. Strzebiń, Łazy i Prądy. Kościołem parafialnym została kaplica zamkowa w Koszęcinie, a pierwszym proboszczem był ks. Karol Diettrich. W 1947 w wynajętym Domu Związkowym w Strzebiniu urządzono tymczasową kaplicę. Równocześnie rozpoczęto starania o budowę nowego kościoła. Wzniesiono go w latach 1949–1951. Wieżę kościelną ukończono w 1984.
15 kwietnia 1950 przy nowym kościele została erygowana samodzielna stacja duszpasterska. W następnym roku dokonano konsekracji kościoła, a parafię Świętego Krzyża w Strzebiniu erygowano dekretem biskupa katowickiego z 1957 r. Natomiast budowniczym kościoła był ks. Erwin Muszer. Obecnie do parafii należą wierni z miejscowości: Bukowiec, Dubiele, Kurzychowe i Łazy. Parafia prowadzi księgi: chrztów, ślubów i zgonów od 1947 r. Sam kościół jako budynek jest pierwszym co do wielkości obiektem sakralnym w powiecie. 
W 2023 r. przy ulicy Katowickiej, na terenie Bukowca, wzniesiona została rzymskokatolicka kaplica pw. św. Franciszka z Asyżu, należąca do Bractwa Kapłańskiego Świętego Piusa X. Uroczystego poświęcenia kaplicy oraz konsekracji ołtarza dokonał 25 lutego 2023 r. biskup Alfonso de Galarreta FSSPX. W ołtarzu znajdują się relikwie św. Bonifacego z Tarsu, św. Donata z Bad Münstereifel, św. Jana Nepomucena i św. Scholastyki.

## Sport

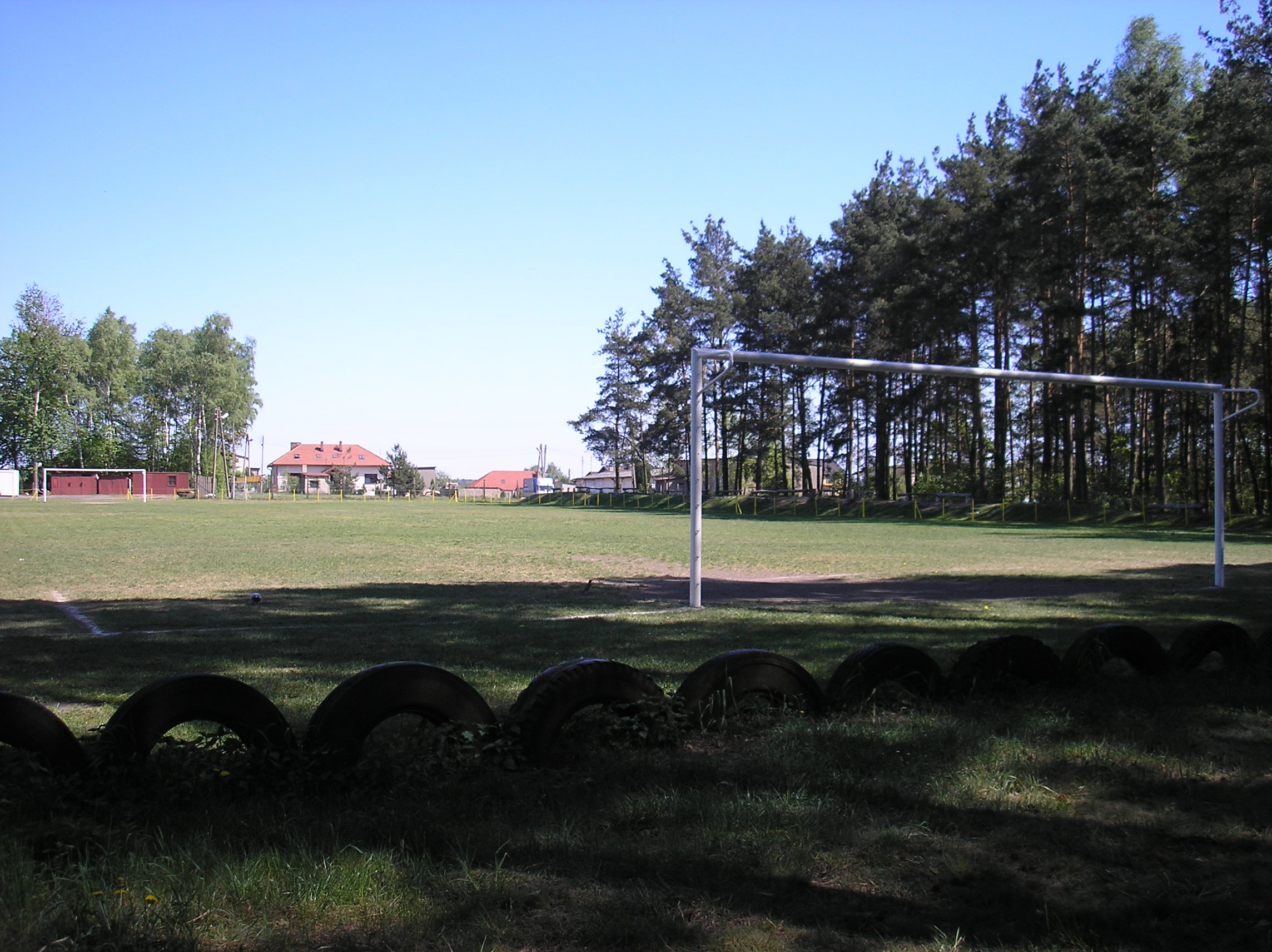
Stadion LKS Victoria Strzebiń

Lista klubów sportowych działających w Strzebiniu:
- Klub sportowy LKS Victoria Strzebiń Rok założenia: 1946, Stadion: Gminne boisko sportowe w Strzebiniu
- Uczniowski Klub Sportowy Strzelec Strzebiń, Rok założenia:1989

Obiekty sportowe:
- Stadion Victorii (ul. Mickiewicza 1)
- Kort tenisowy (ul. 1 Maja 23A)
- Boisko do siatkówki (ul. Mickiewicza 1)
- Boisko Zespołu Szkół im. Armii Krajowej (ul. Lompy 9)
- Hala sportowa Zespołu Szkół (ul. Lompy 9)

## Komunikacja

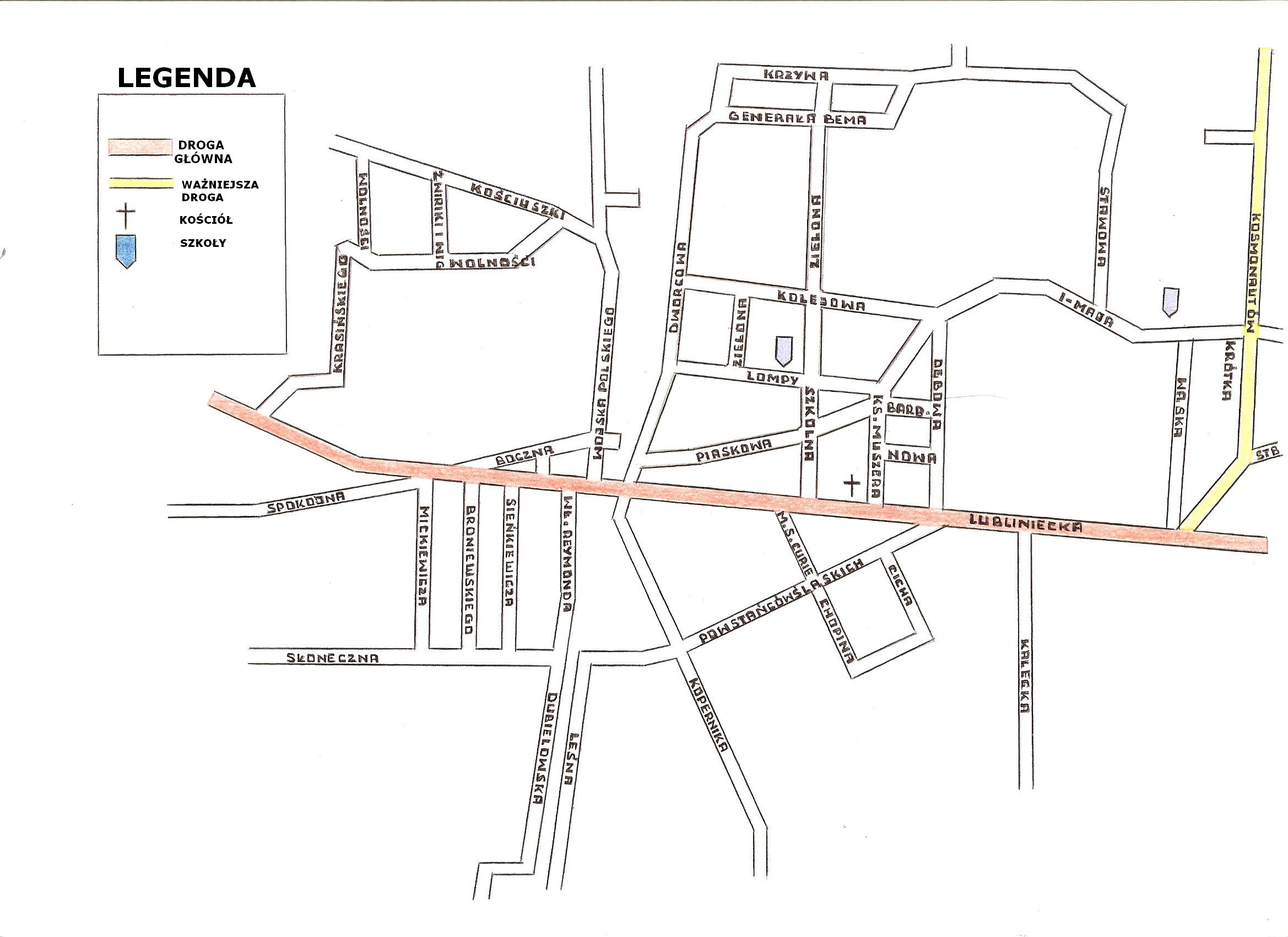
Układ ulic Strzebinia

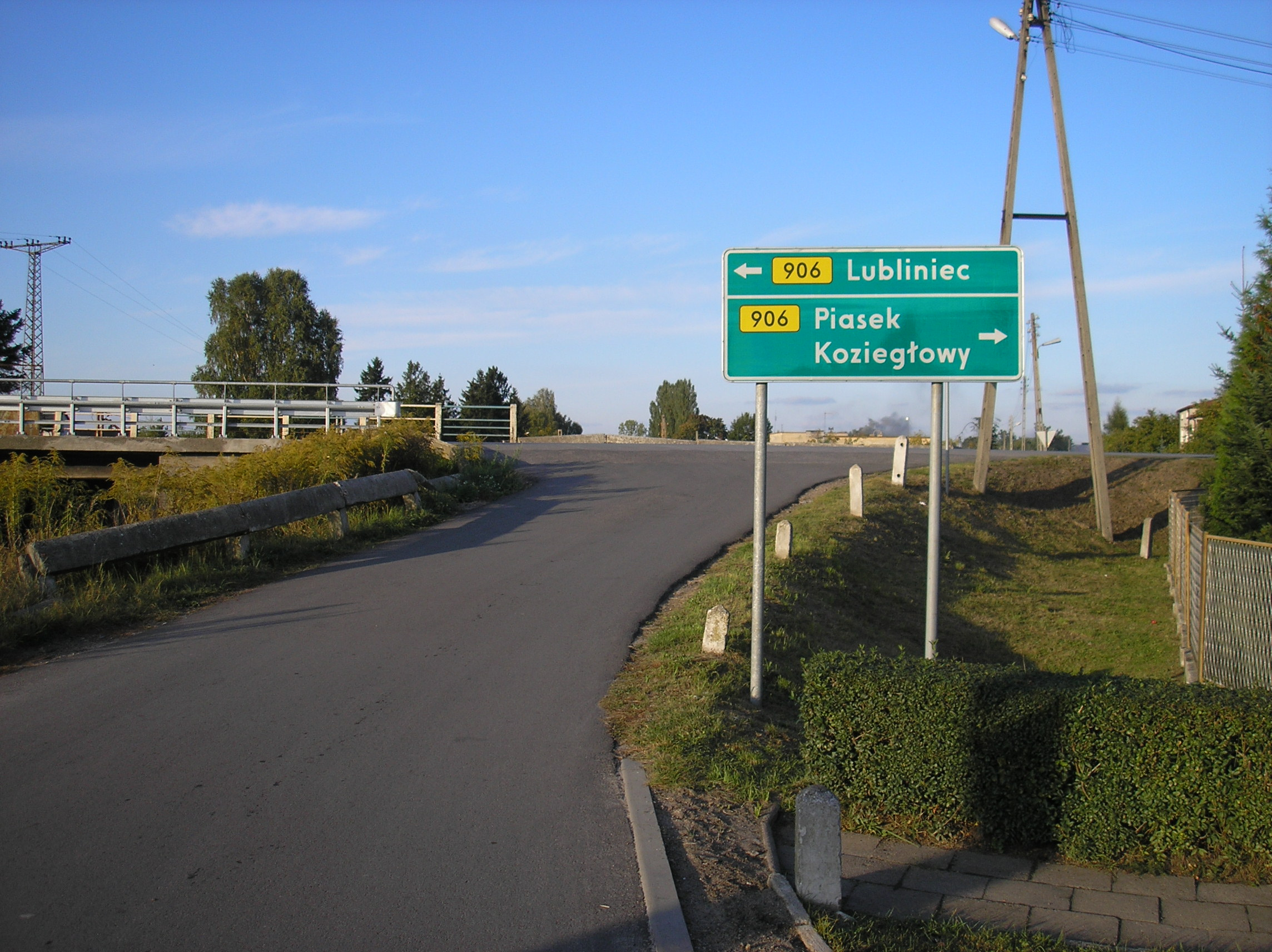
Główne skrzyżowanie z drogą wojewódzką nr 906 z Lublińca do Piasku

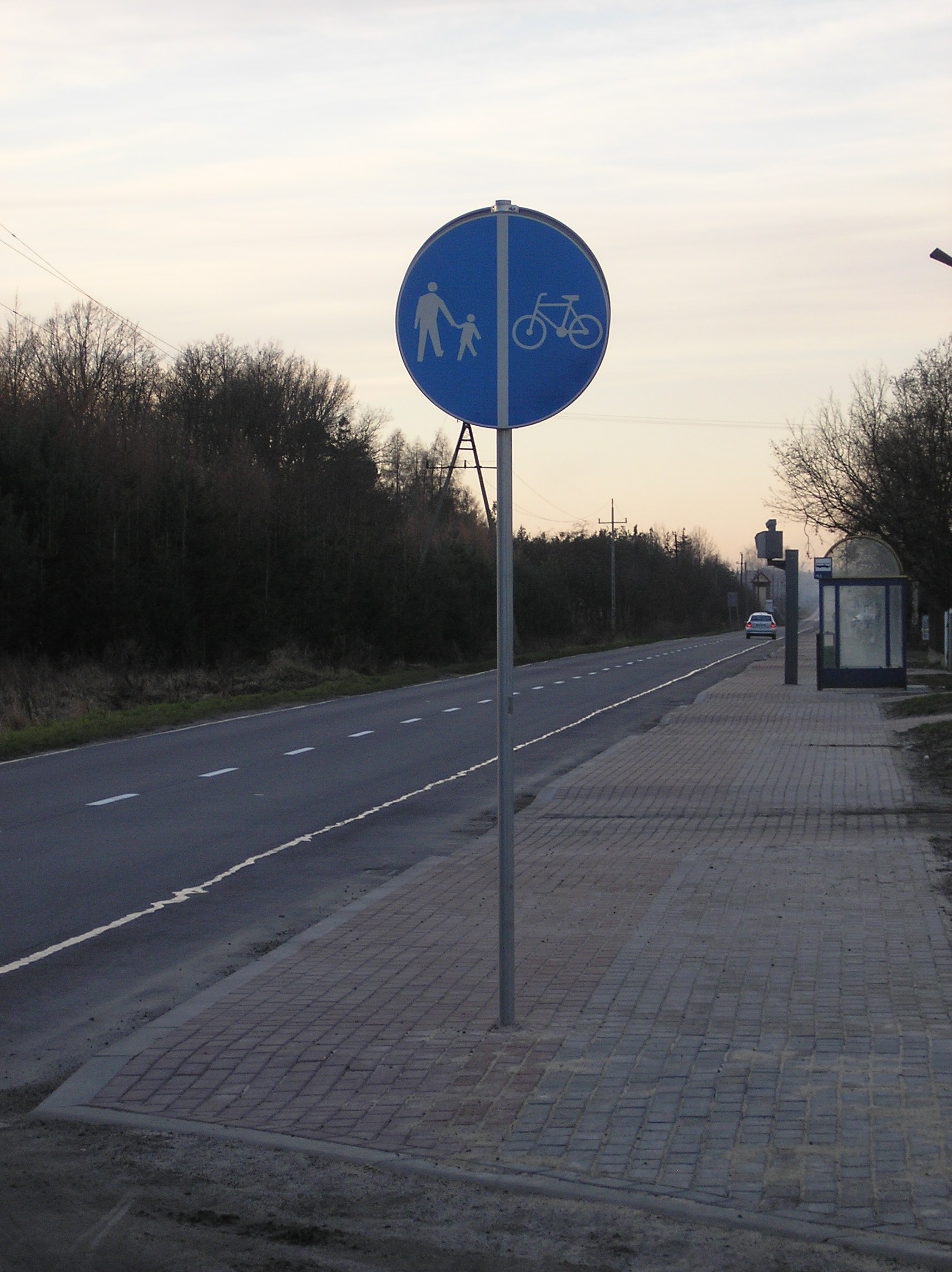
Strzebińskie ścieżki pieszo-rowerowe na odcinku wiadukt-Bukowiec

Początki strzebińskiej komunikacji kolejowej sięgają lat 30. XX wieku. Na początku sierpnia 1932 r. uruchomiono 13,4 km 1-torową linię kolejową Strzebiń-Woźniki.
Obecnie przez Strzebiń przebiega linia kolejowa nr 131 tzw. magistrali węglowej (Chorzów Batory-Tczew, Katowice-Gdynia) – węzeł kolejowy, łączący Górny Śląsk z nabrzeżem morskim w Trójmieście. Wcześniej także istniało połączenie kolejowe z Woźnikami oraz droga wojewódzka nr 906.
W Strzebiniu znajduje się pięć przystanków PKS skąd nie odjeżdżają już autobusy do Lublińca przez Koszęcin lub do Częstochowy.
Najbliższym międzynarodowym portem lotniczym jest regionalny port lotniczy Katowice-Pyrzowice znajdujący się w odległości ok. 50 km na południe od miejscowości.